# Світле (селище, Покровський район)
Світле (хутір Богодар, хутір Богодарівка,хутір Катеринодарівка, Лаврівка) — селище Добропільської міської громади Покровського району Донецької області, Україна. Знаходиться над річкою Водяна.

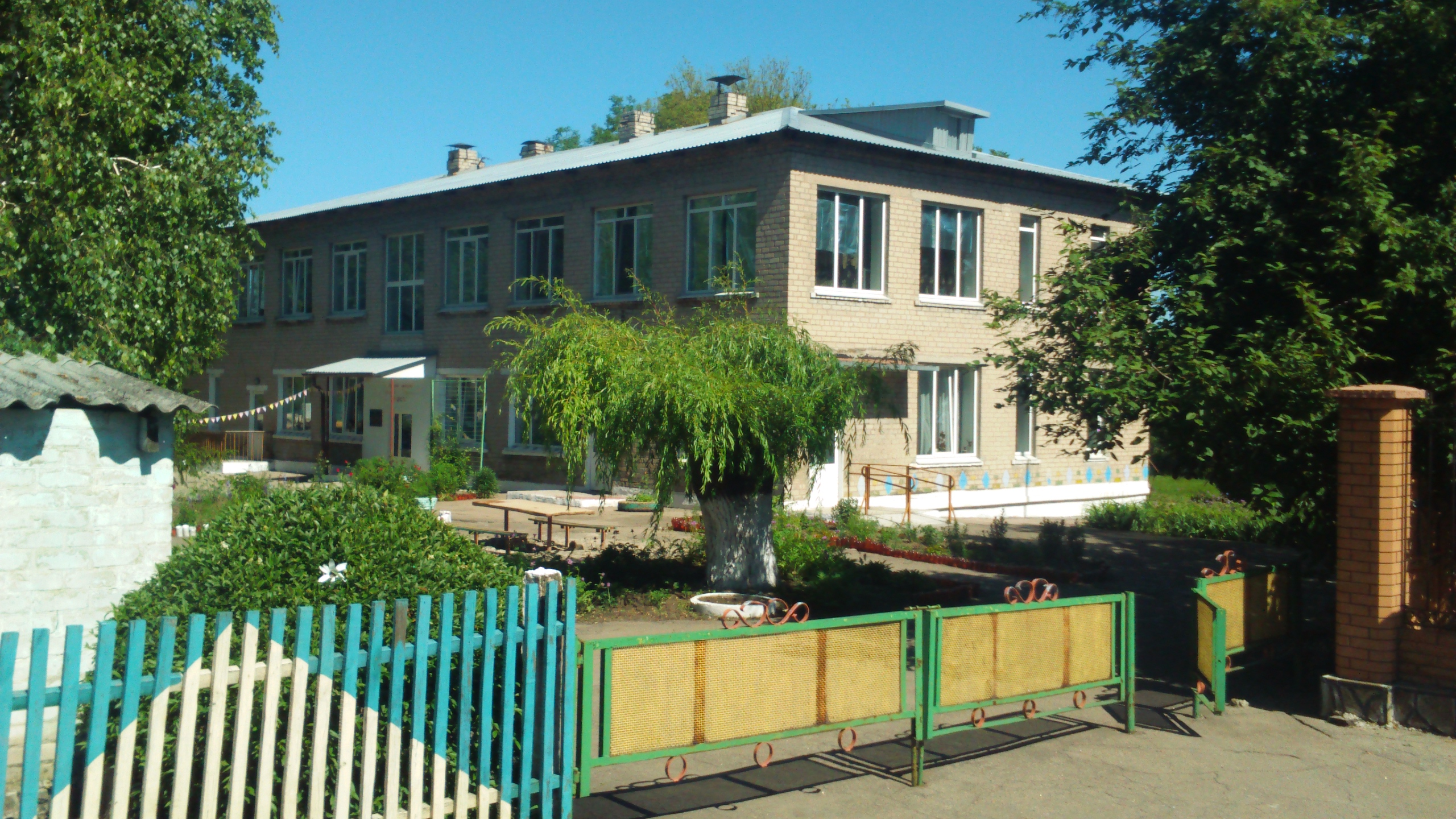
Дитячий садок Світле

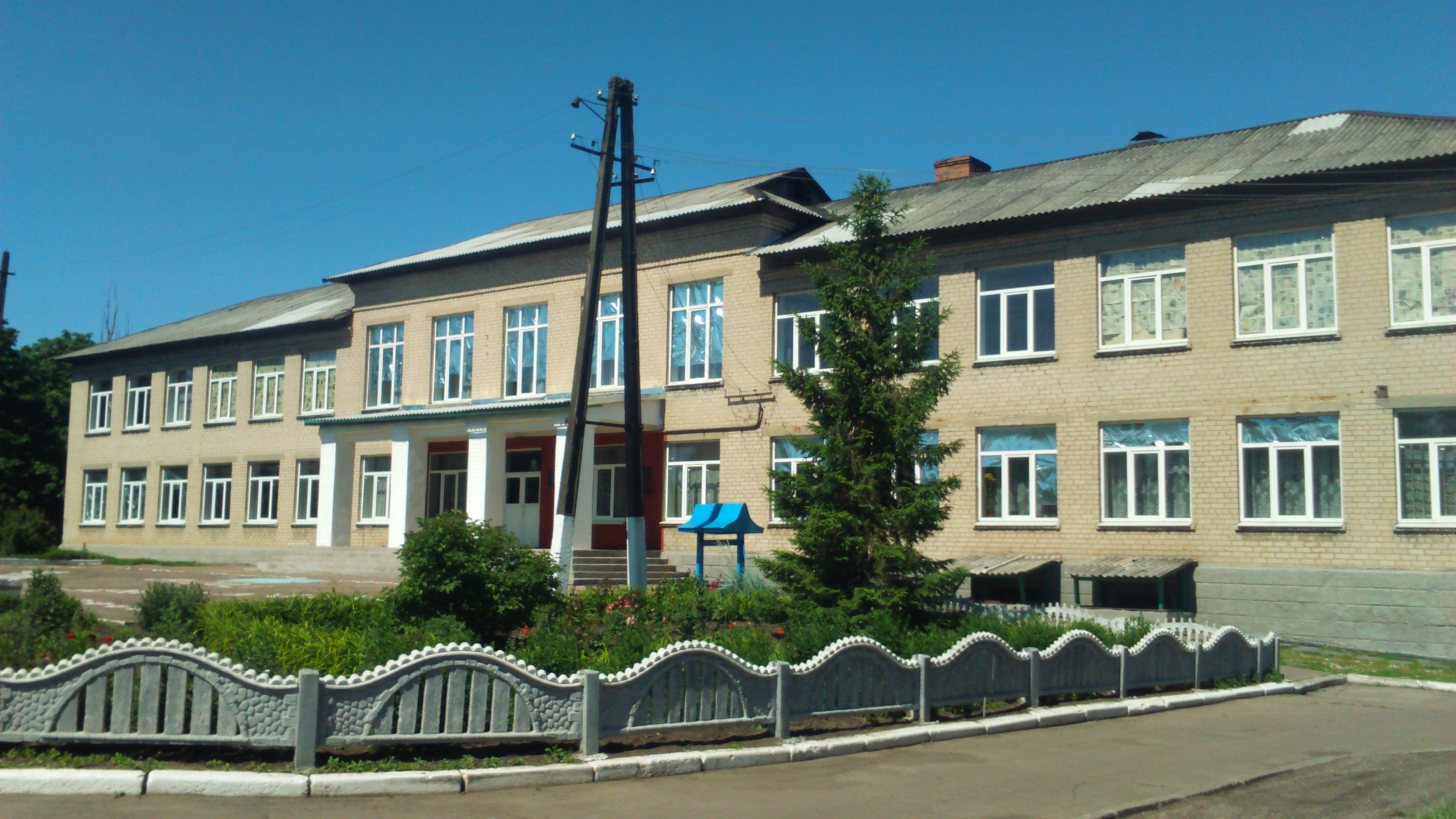
Школа Світле

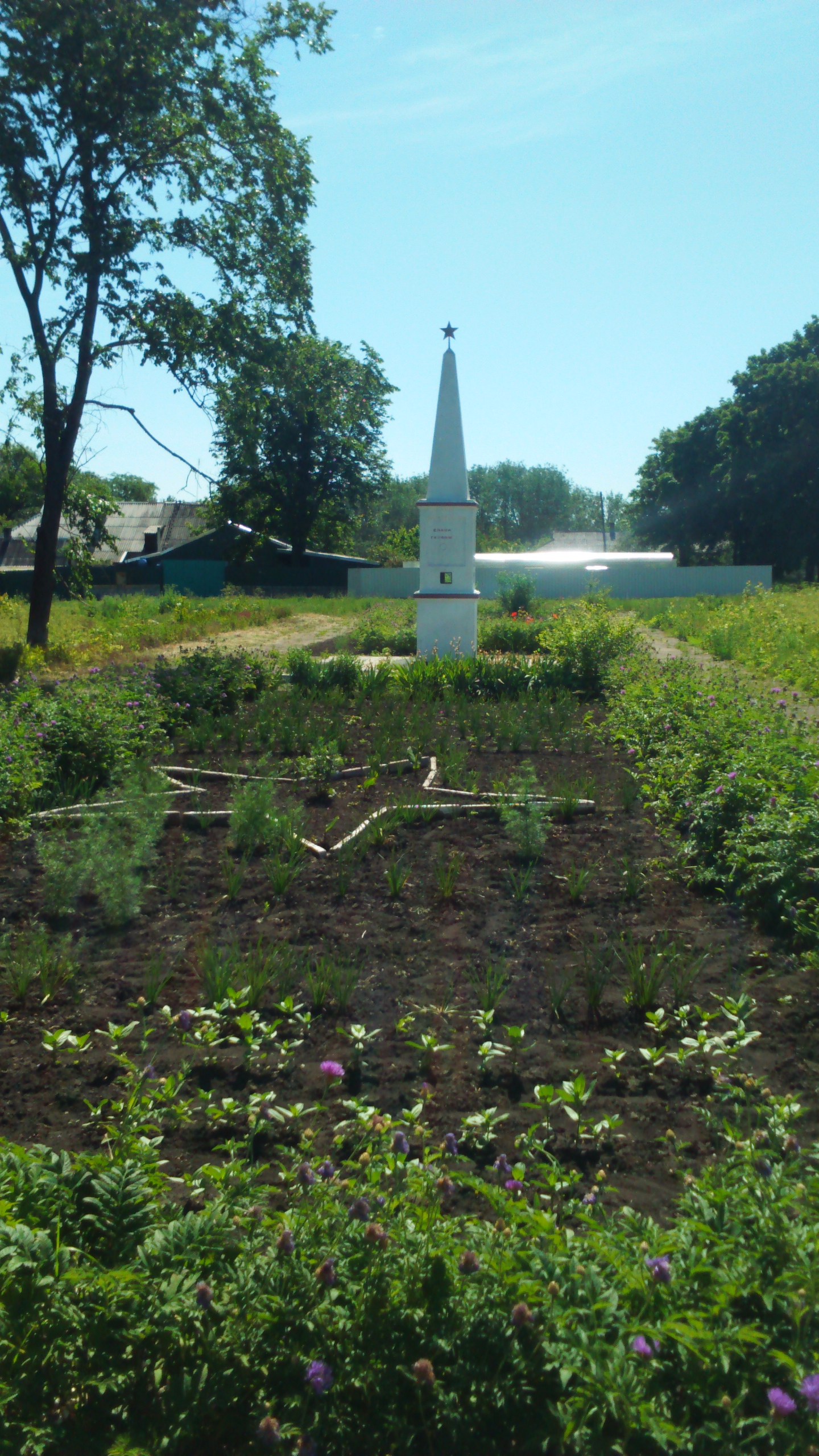
Пам'ятник революції Світле

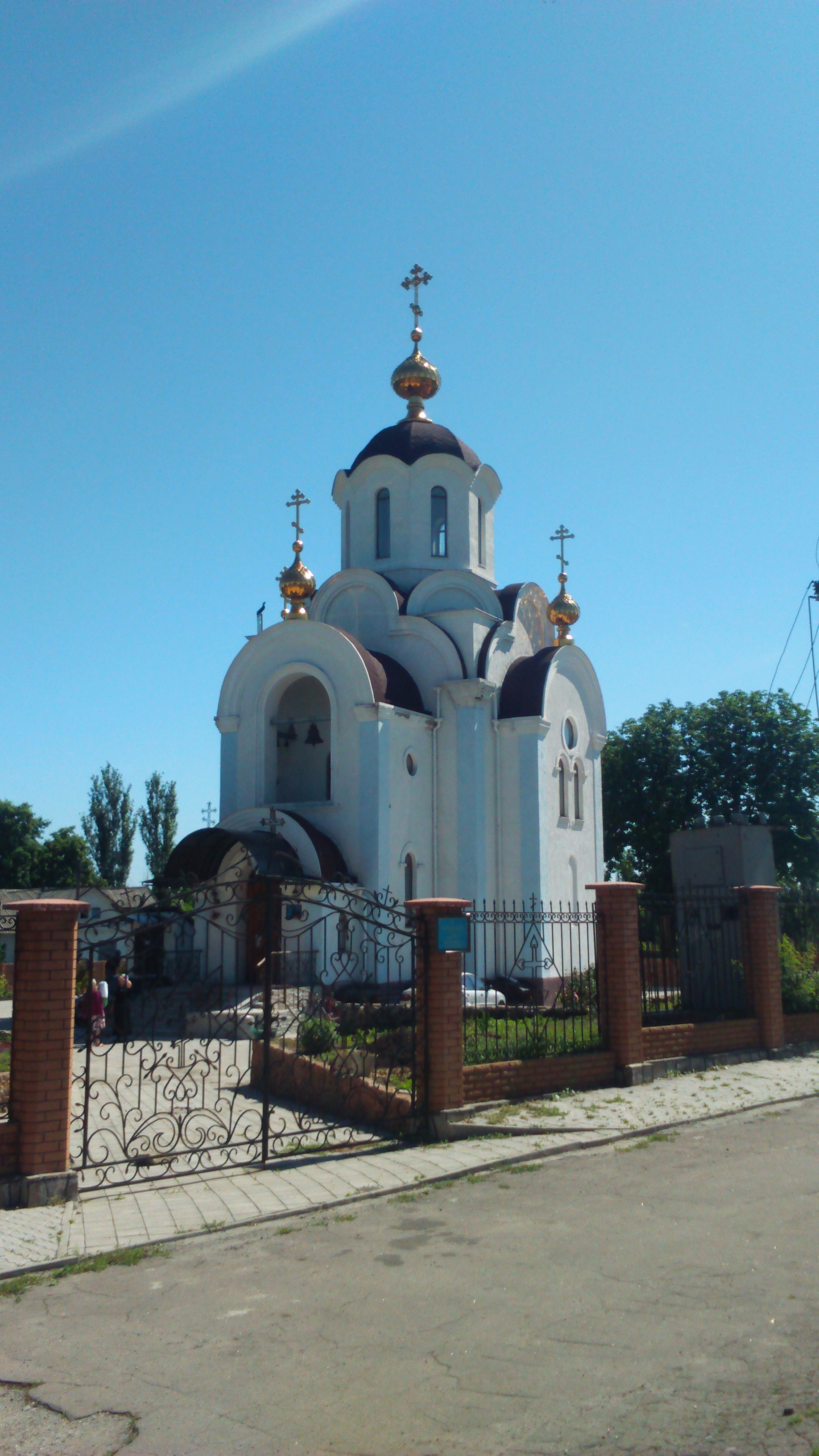
Церква Світле

## Історія.
На мапі 1861 року зазначено, що на місці нинішнього села знаходилося селище Богодарівка (Богодар.).
Селище засноване в 1859 році. Заселення земель на території сучасного населеного пункту почалося наприкінці XVIII—початку XIX сторіччя. У 1911 році місцеві землевласники Ларини продали землі на території нинішньої сільради менонітам Гергарду Абрамовичу Классену та Івану Івановичу Фрізену.
В 1921 році у селищі Світлому радянська влада утворила радгосп «Гірник−2» (з 1963 року — «Добропільський»).
У 1923 році відкрито початкову школу, яка згодом була реорганізована в 1936 році у семирічку з волейбольним майданчиком і бібліотекою. 1938 року був побудований стадіон. Наприкінці 1920-х-— початку 1930-х на території Світлівської сільської ради активного розвитку зазнало сільське господарство. Так у селі Матяшеве було утворено колгосп імені Кірова, у Новогришиному — колгосп «Перемога», а в Красноярському — МТС.
Після другої світової війни почалося відновлення селища і одночасно будувалися шахти. На початку 1950-х років розпочалася забудова селища шахти «Водяна» № 1 (перші будівлі — гуртожиток, магазин, будинки шахтобудівників). У 1957 році селище шахти «Водяна» № 1 отримало статус селища міського типу і нову назву — Водянське.
У 1952 році Світлівська семирічка стала середньою школою, а в 1966 році — побудовано нову двоповерхову будівлю сільської школи. Філії середньої школи були відкриті в селищах Красноярське і Шевченко, а в самій будівлі школи пізніше відкрився музей бойової слави.
У березні 1968 року господарство очолив керівник нової генерації, людина яка випередила свій час — Іван Миколайович Бусилко. Новий директор відразу почав перебудову населених пунктів, виробничих та культурно-побутових об'єктів. У центрі Світлого встановлено обеліск воїнам землякам. У решті населених пунктів селищної ради споруджено три пам'ятники і два обеліска. У 1974 році відкрився Світлівський будинок культури та спортивний зал, у яких відтоді проводяться заходи районного масштабу, районні спортивні змагання.
Головним своїм завданням директор І.М.Бусилко визначив зміцнення тваринництва, підвищення рівня рентабельності радгоспу за рахунок реалізації продукції за схемою прямого зв'язку «радгосп-магазин». Сорок магазинів міст Добропілля, Білицького, Родинського, селища Водянського забезпечувалися тваринницькою продукцією.

У 1960-80-х роках у районі селищної ради були побудовані дитсадки (у Світлому, Красноярському, Шевченка), комплекси, ферми, адмінбудівля, магазин тощо.

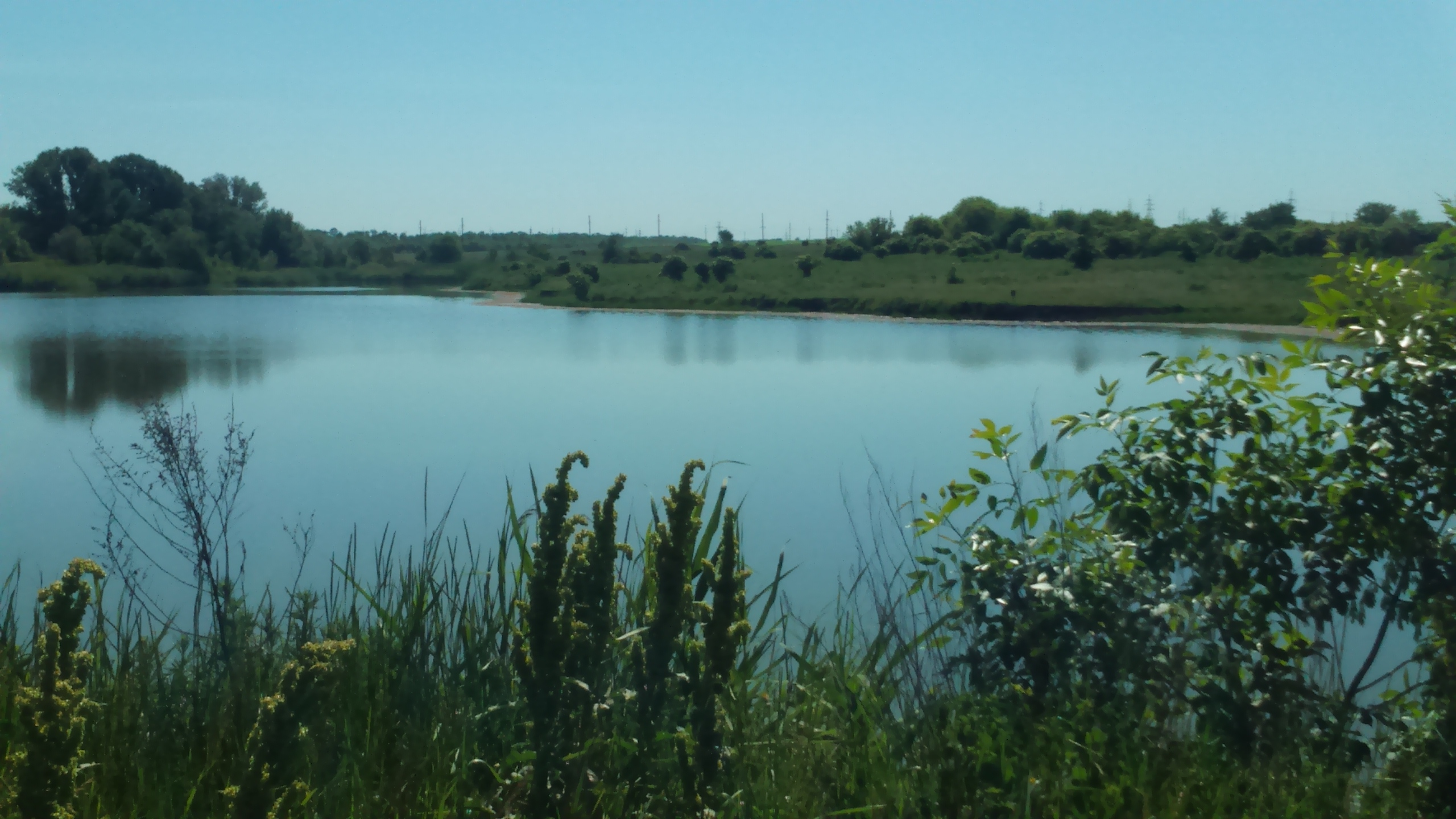
Перший ставок Світле.

## Незалежна Україна.
У 2011 році в Світловській школі відкрили Музей військової слави.

## Населення

### Мова
Розподіл населення за рідною мовою за даними перепису 2001 року:
| Мова            | Кількість | Відсоток |
| --------------- | --------- | -------- |
| українська      | 846       | 65.79%   |
| російська       | 437       | 33.98%   |
| білоруська      | 1         | 0.08%    |
| інші/не вказали | 2         | 0.15%    |
| Усього          | 1286      | 100%     |

## Соціальна сфера.

### Світлівська ЗОШ.

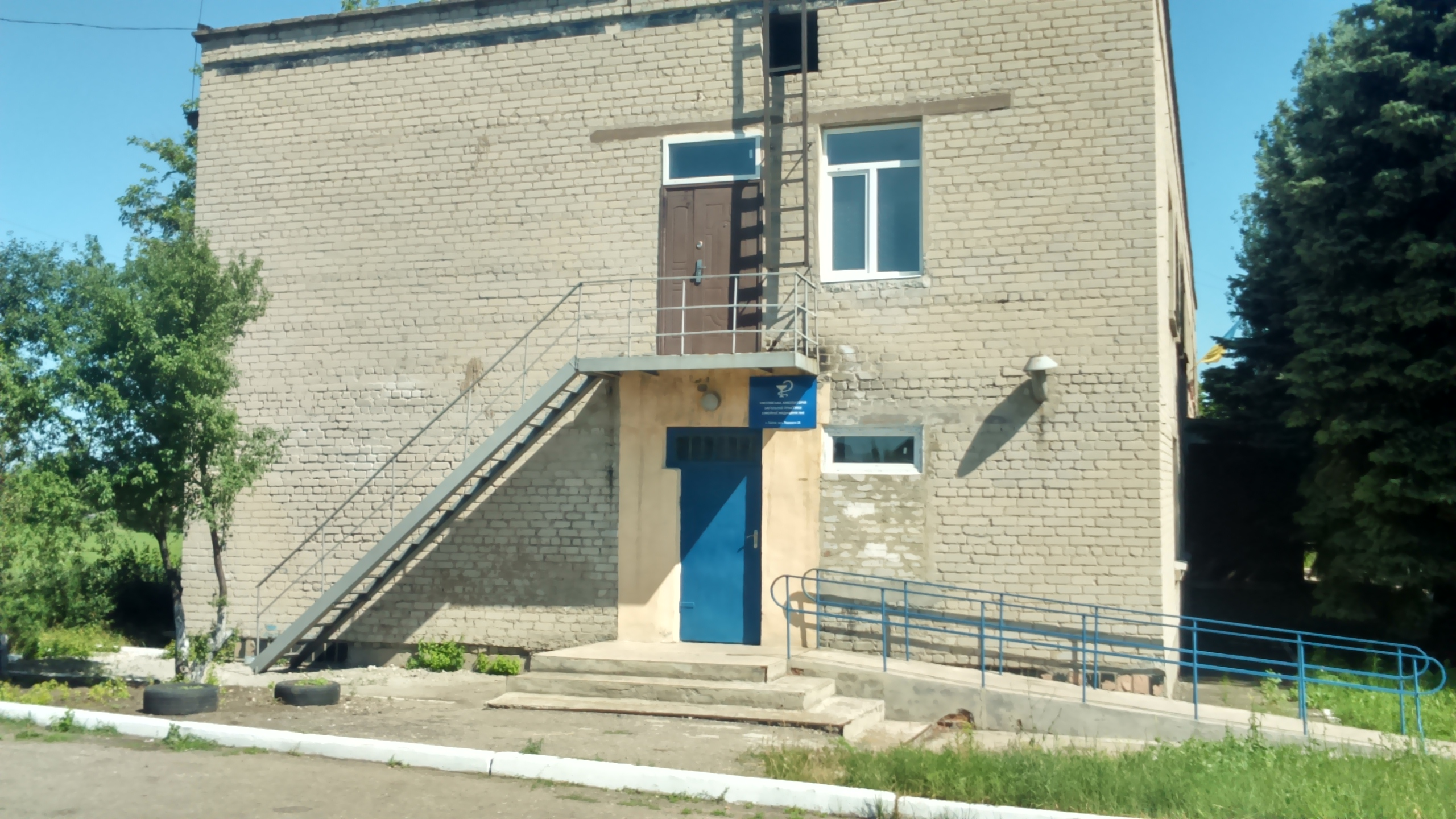
Медпункт Світле

У селищі діє Світлівська ЗОШ І—ІІІ ступенів, яка була відкрита в 1923 році. У ній навчалось всього 35 учнів. 1936 року школа стала семирічною, а 1952 року отримала статус середньої загальноосвітньої. У 1966 році збудовано двоповерхову школу на 200 місць.
19 лютого 2015 року в загальноосвітній школі було встановлено меморіальну дошку на честь Героя України Володимира Наумова, який в ній навчався.

## Світлівський Будинок народних традицій.
В колишньому клубу, а тепер Будинку народних традицій діють культурні, музичні, та творчі гуртки. Вокальний колектив «Світанок», — художній керівник — Людмила Василівна Ковальова, музичний керівник — Едуард Вікторович Дорошкевич, отримав звання Народний фольклорний ансамбль у 2009 році. Також діє вокальний ансамбль «Камертон» та «Камертончик» (керівники Анастасія Островська, Наталія Войніч), гурток народних умільців, що своїми руками і талантом рукоділля створюють мистецькі роботи, то що вишивання, поділки з дерева, картини, орнаментні роботи та інше. В Будинку народних традицій та за його межами проходять різноманітні концерти, зустрічі с селянами та гістьми селища.

## Релігія.
Благовіщенський храм, престольне св'ято: Благовіщення Пресв'ятої Богородиці (7 квітня). Храм оформляється св'ящениками Добропільського округу. Адреса: 85040 селище Світле Покровського району, вулиця Шкільна, 24. Типовий храм, діє з 2012 року.

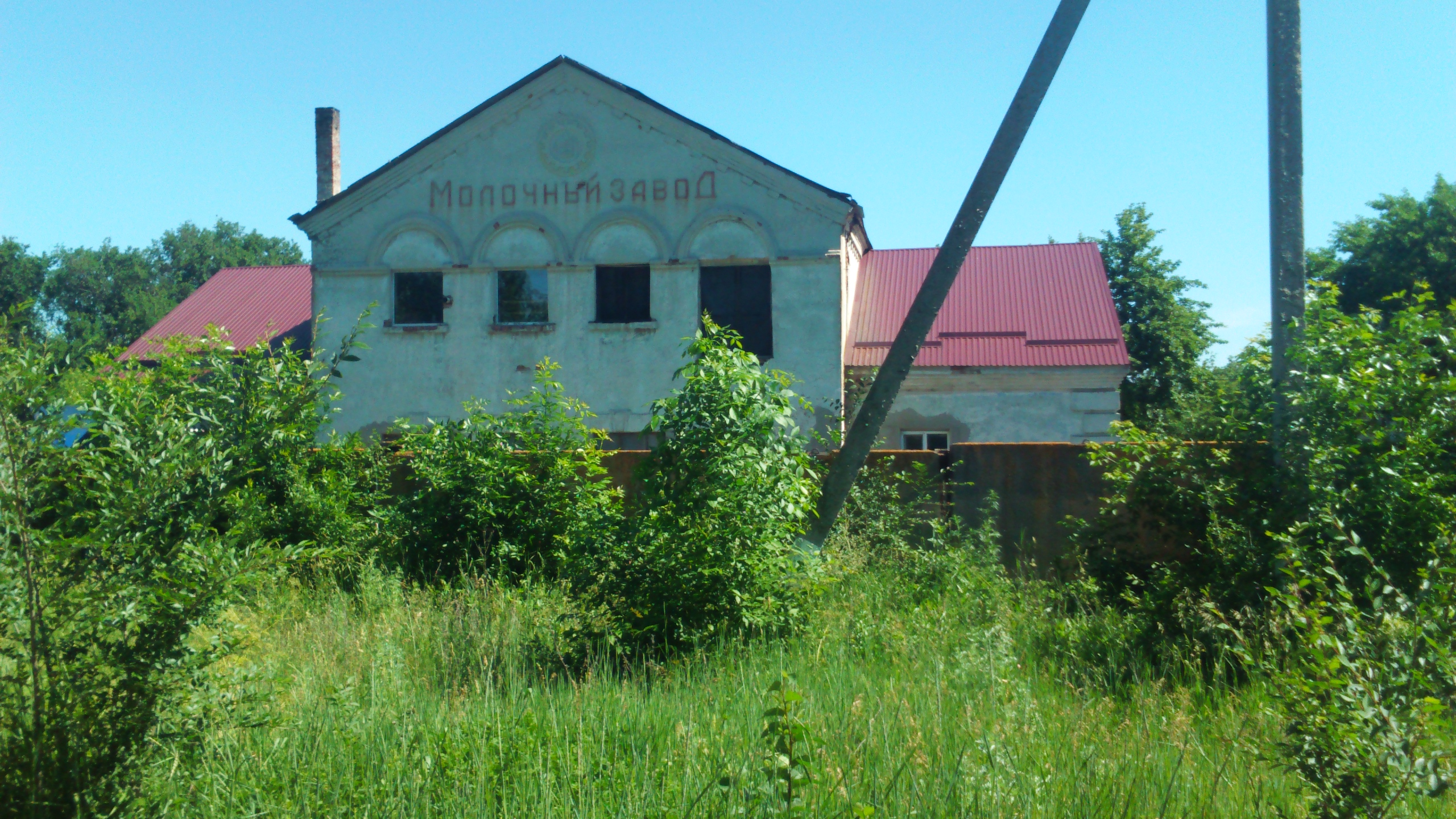
Молочний завод

## Підприємства.
- ПП «Земляни».

## Персоналії.
- Гуртовий Н.А. (1909–1973 рр.) — ланкова рільничої бригади, Герой Соціалістичної Праці,
- Зарічний І.П.— директор радгоспу, Герой Соціалістичної Праці,
- Бусилко І.М. - директор радгоспу "Добропільський", Заслужений зоотехнік УРСР, Почесний громадянин Добропільського району, Почесний громадянин селища Світле, нагороджений орденами Леніна, Трудового Червоного Прапора, Жовтневої революції.
- Паскал Ф,В - головний агроном радгоспу "Добропільський", нагороджений орденом Трудового Червоного Прапора.

## Жертви сталінських репресій'
- Д'яченко Григорій Павлович, 1899 року народження, село Гришине Постишевського (Покровського) району Сталінської (Донецької) області, українець, освіта середня, безпартійний. Проживав в радгоспі «Гірник-2» Добропільського (Покровського) району Сталінської (Донецької) області. Бджоляр радгоспу «Гірник-2». Заарештований 09 вересня 1937 року. Засуджений не був. Реабілітований у 1939 році.
- Коломієць Яків Йосипович, 1878 року народження, радгосп «Гірник-2» Добропільського (Покровського) району Сталінської (Донецької) області, українець, освіта початкова, безпартійний. Проживав за місцем народження. Ветеринарний санітар радгоспу «Гірник-2». Заарештований 26 грудня 1937 року. Засуджений трійкою УНКВС по Сталінській (Донецькій) області до розстрілу з конфіскацією майна. Даних про виконання вироку немає. Реабілітований у 1989 році.
- Мілевський Ян Людвигович, 1897 року народження, Варшавська губернія, Польща, поляк, освіта початкова, безпартійний. Проживав: радгосп «Гірник-2»  Добропільського (Покровського) району Сталінської (Донецької) області. Механік радгоспу. Заарештований 12 вересня 1937 року. Засуджений Особливою нарадою пр НКВС СРСР на 10 років ВТТ. Реабілітований у 1989 році.